# Damien Da Silva
Damien Da Silva (Talence, 17 de mayo de 1988) es un futbolista franco-portugués que juega de defensa en el Macarthur F. C. de la A-League.

## Clubes
| Club                    | País      | Año       |
| ----------------------- | --------- | --------- |
| Chamois Niortais F. C.  | Francia   | 2006-2009 |
| L. B. Châteauroux       | Francia   | 2009-2011 |
| F. C. Rouen             | Francia   | 2011-2013 |
| Clermont Foot           | Francia   | 2013-2014 |
| S. M. Caen              | Francia   | 2014-2018 |
| Stade Rennais F. C.     | Francia   | 2018-2021 |
| Olympique de Lyon       | Francia   | 2021-2023 |
| Melbourne Victory F. C. | Australia | 2023-2024 |
| Clermont Foot 63        | Francia   | 2024-2025 |
| Macarthur F. C.         | Australia | 2025-     |

## Palmarés

### Títulos nacionales
| Título          | Club                | País    | Año  |
| --------------- | ------------------- | ------- | ---- |
| Copa de Francia | Stade Rennais F. C. | Francia | 2019 |